# Seveux
Seveux ist eine Ortschaft in der französischen Gemeinde Seveux-Motey und eine ehemalige Gemeinde mit zuletzt 450 Einwohnern (Stand 1. Januar 2015) im Département Haute-Saône in der Region Bourgogne-Franche-Comté.

## Geographie
Seveux liegt auf einer Höhe von 203 m über dem Meeresspiegel, 17 Kilometer nordöstlich von Gray und etwa 42 Kilometer nordwestlich der Stadt Besançon (Luftlinie). Das Straßendorf erstreckt sich im Westen des Départements, in der Talniederung der Saône gegenüber von Savoyeux, nordwestlich der Waldflächen des Bois de Saint-Gand.
Die Fläche des 16,89 km² großen Gemeindegebiets umfasst einen Abschnitt des mittleren Saône-Tals. Die westliche und nördliche Grenze verläuft stets entlang der Saône, die hier einen großen, nach Süden ausgreifenden Bogen zeichnet und durch eine ungefähr ein Kilometer breite Alluvialniederung fließt. Die Talaue liegt durchschnittlich auf 198 m. Der Fluss ist zur Wasserstraße ausgebaut, wobei die Flussschleife bei Seveux durch einen Seitenkanal abgeschnitten wird. Im Bereich von Seveux ist das Flussbett deshalb in naturnahem Zustand belassen. 
Vom Flusslauf erstreckt sich das Gemeindeareal ostwärts über die Talniederung und einen sanft ansteigenden Hang bis auf das angrenzende Plateau. Dieses besteht aus einer Wechsellagerung von kalkigen und sandig-mergeligen Sedimenten der oberen Jurazeit und aus tertiären Ablagerungen. Auf dem Plateau, das auf 220 m liegt, herrscht landwirtschaftliche Nutzung vor. Die östliche Abgrenzung liegt im Bois de la Roroye. Nach Süden reicht der Gemeindeboden in das ausgedehnte Waldgebiet des Bois de Saint-Gand, wobei die südliche Grenze im Bereich der Quelle des Cabri (Zufluss der Morte) verläuft. Mit 260 m wird auf einer Kuppe im Bois de Seveux die höchste Erhebung von Seveux erreicht.
Zur Gemeinde Seveux gehörten neben dem Hauptort auch zwei Weiler:
- La Vaivre (218 m) leicht erhöht am östlichen Talrand der Saône
- Cambouin (240 m) in einer Rodungsinsel im Bois de Saint-Gand

Nachbargemeinden von Seveux waren Membrey im Norden, Vellexon-Queutrey-et-Vaudey und Saint-Gand im Osten, La Chapelle-Saint-Quillain, Sainte-Reine und Beaujeu-Saint-Vallier-Pierrejux-et-Quitteur im Süden sowie Mercey-sur-Saône, Motey-sur-Saône und Savoyeux im Westen.

## Geschichte
Das Gemeindegebiet von Seveux war schon sehr früh besiedelt. Durch das Gebiet führte der Verkehrsweg von Besançon nach Langres. Hier wird der auf der Peutingertafel erwähnte gallorömische Ort Segobodium angesiedelt. Bei verschiedenen Ausgrabungen wurden zahlreiche Fundstücke aus gallorömischer Zeit entdeckt, darunter Knochen, Schmuckstücke, Statuetten von römischen Göttern, Werkzeug und Säulenfragmente. Vermutlich befand sich hier eine bedeutende Werkstätte zur Verarbeitung von Eisen und Kupfer.
Der Ortsname setzt sich aus den gallischen Wortbestandteilen sego (Kraft) und bodi (Sieg) zusammen. Im Lauf der Zeit wandelte sich die Schreibweise von Sivoio über Sefui, Sevuy, Sivoy, Syvuez, Syveu und Sevoul zu Seveux. Im Mittelalter gehörte Seveux zur Freigrafschaft Burgund und darin zum Gebiet des Bailliage d’Amont. Der Ort bildete den Mittelpunkt einer eigenen Herrschaft, die seit 1093 belegt ist. Nachdem die Familie von Seveux 1321 erloschen war, kam Seveux durch Erbschaft an die Herren von Ray und später an die Familie Marmier. Zusammen mit der Franche-Comté gelangte das Dorf mit dem Frieden von Nimwegen 1678 definitiv an Frankreich. Die Herrschaft wurde 1740 zum Marquisat erhoben. In der Folgezeit kam es zu drei großen Bränden, insbesondere weil die Häuser damals noch strohgedeckt waren. Gegen Ende des 18. Jahrhunderts wurde die Ziegelei gegründet, die lange Zeit eine wichtige wirtschaftliche Grundlage für die Bevölkerung bildete. Bis zu ihrer Auflösung 2019 war Seveux Mitglied des 42 Gemeinden umfassenden Gemeindeverbandes Communauté de communes des Quatre Rivières.
Die Gemeinde Seveux wurde am 1. Januar 2019 mit Motey-sur-Saône zur Commune nouvelle Seveux-Motey zusammengeschlossen.

## Sehenswürdigkeiten

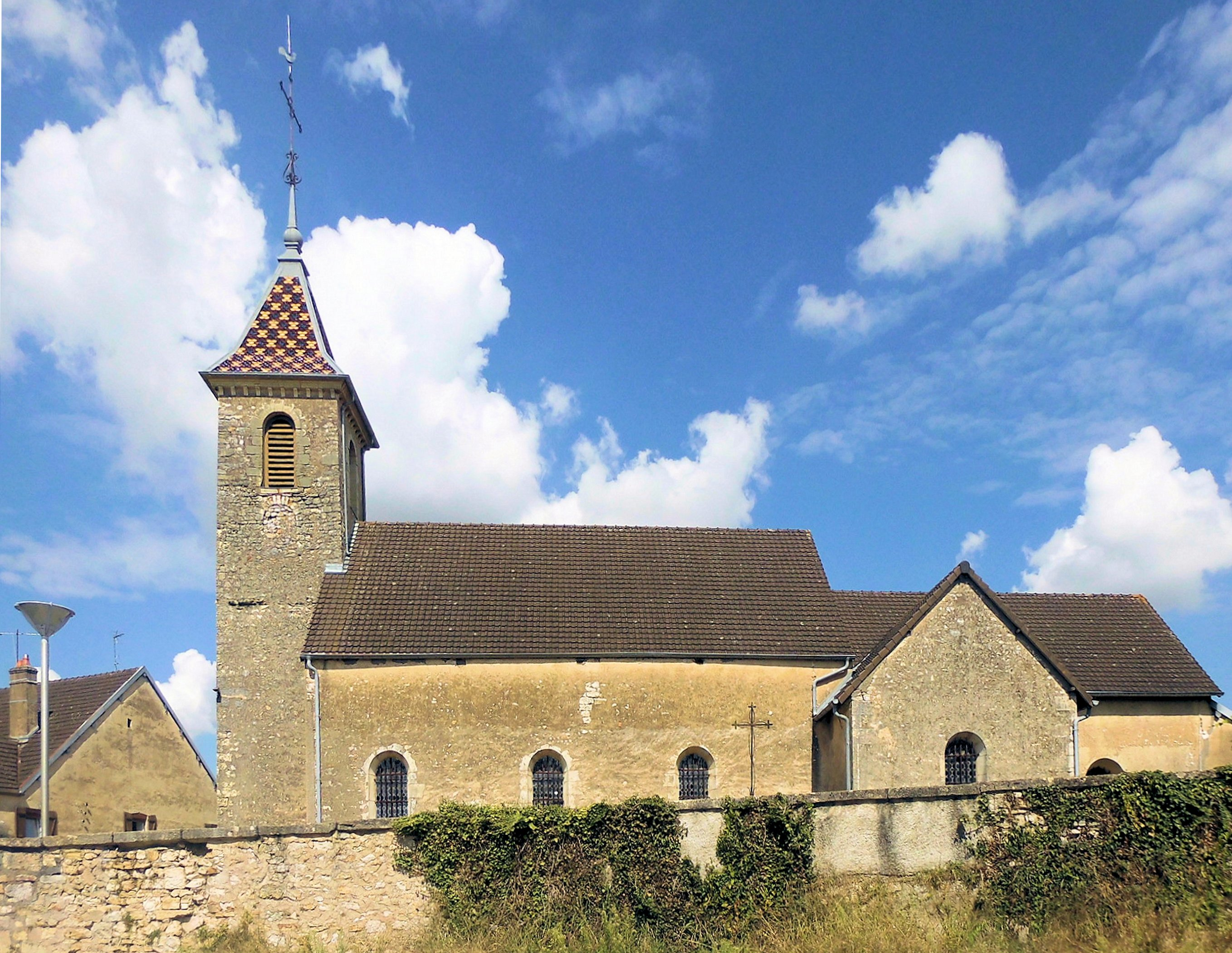
Kirche Saint-Laurent

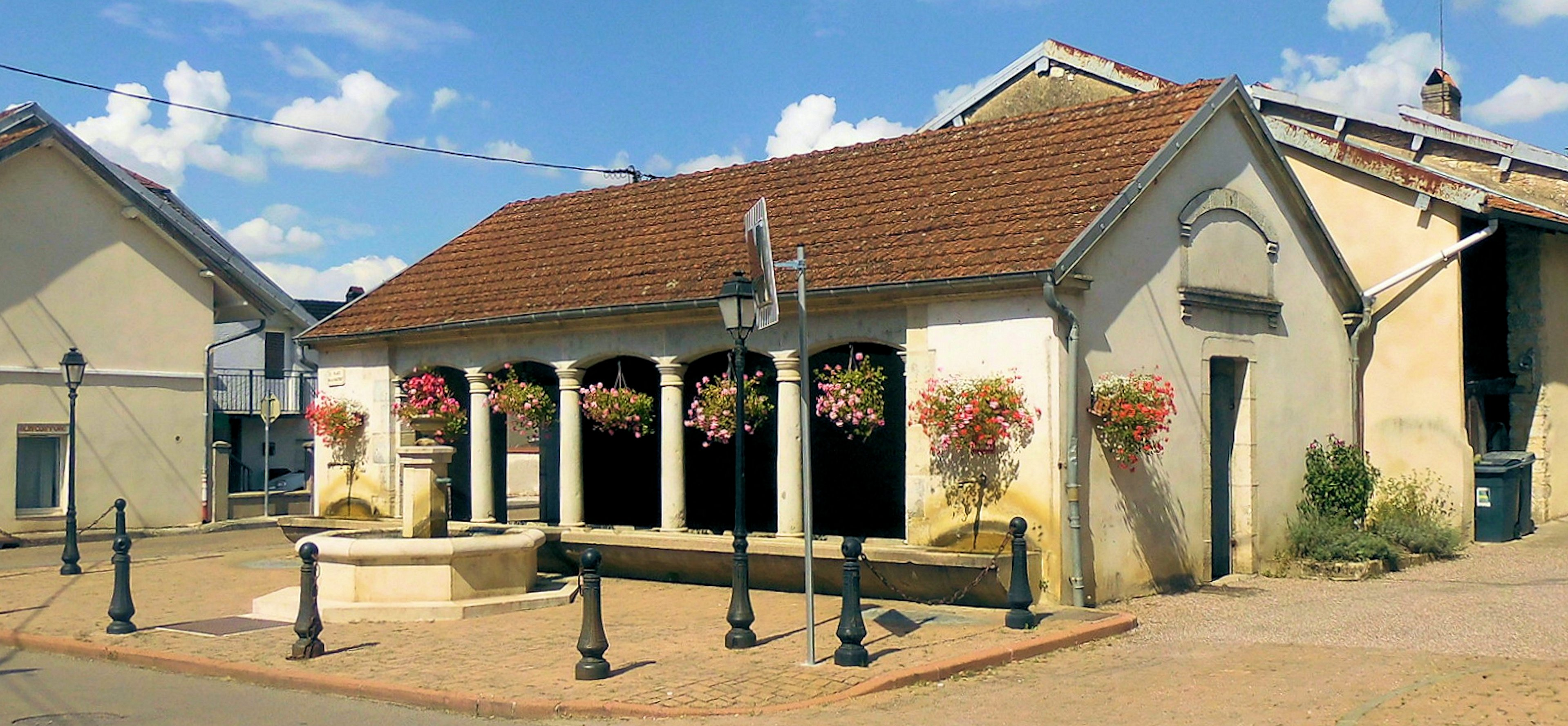
Lavoir

Die Kirche Saint-Laurent wurde im 17. Jahrhundert erbaut und besitzt ein bedeutendes Grabmal (13. Jahrhundert) von Othon de la Roche aus der Adelsfamilie de Ray. Aus der Erbauungszeit stammt der große Altar, der heute als Monument historique eingestuft ist. Vor der Kirche steht ein Obelisk (1870), der an vier getötete Soldaten des Deutsch-Französischen Krieges erinnert. Zu den weiteren Sehenswürdigkeiten zählen das Lavoir aus dem 19. Jahrhundert, der quadratische Turm (13. und 14. Jahrhundert) des ehemaligen Schlosses sowie an der Straße nach La Vaivre ein weiteres Denkmal (1889) für die Opfer des Deutsch-Französischen Krieges.

## Bevölkerung
| Jahr | Einwohner |
| ---- | --------- |
| 1962 | 484       |
| 1968 | 460       |
| 1975 | 469       |
| 1982 | 483       |
| 1990 | 514       |
| 1999 | 464       |

Mit zuletzt 450 Einwohnern (Stand 1. Januar 2015) gehörte Seveux zu den kleinen Gemeinden des Département Haute-Saône. Nachdem die Einwohnerzahl in der ersten Hälfte des 20. Jahrhunderts deutlich abgenommen hatte (1906 wurden noch 965 Personen gezählt), wurde nach einer längeren Periode der Stagnation seit 1990 erneut ein Bevölkerungsrückgang verzeichnet.

## Wirtschaft und Infrastruktur
Seveux war lange Zeit ein vorwiegend durch die Landwirtschaft (Ackerbau, Obstbau und Viehzucht) geprägtes Dorf. Daneben waren ein Hochofen, später metallverarbeitende Industrie und eine Ziegelei von Bedeutung. Heute gibt es verschiedene Betriebe des lokalen Kleingewerbes, vor allem in den Branchen Feinmechanik und Baugewerbe. In den letzten Jahrzehnten hat sich das Dorf zu einer Wohngemeinde gewandelt. Viele Erwerbstätige sind deshalb Wegpendler, die in den größeren Ortschaften der Umgebung ihrer Arbeit nachgehen.
Die Ortschaft liegt abseits der größeren Durchgangsachsen an einer Departementsstraße, die von Vaite nach Oiselay-et-Grachaux führt. Weitere Straßenverbindungen bestehen mit Vellexon und Beaujeu. Seveux besitzt einen Bahnhof an der Eisenbahnlinie von Vesoul nach Gray.